# Косите на Пеле
Косите на Пеле (на хавайски: Huluhulu o Pele) са вид вулканично стъкло, съставено от самостоятелни, много тънки нишки от изстинала базалтова лава, подобни на коса. Характерни са за вулканичните изригвания на Хавайските острови. Носят името на хавайската богиня на вулканите и огъня Пелехонуамея или Пеле – капризно божество, което според легендата живее в кратера Халема’ума’у на вулкана Килауеа.
Американският геолог и зоолог Джеймс Дана за първи път открива такива нишки по склоновете на Килауеа по време на Американската изследователска експедиция от 1838 – 1842 г. Дана описва това явление в един от своите три доклада за експедицията, публикуван през 1849 година.

## Характеристика
Нишките на косите на Пеле са много тънки, с дебелина почти винаги от микрони до 0,5 мм. Могат да бъдат толкова фини, че да наподобяват паяжина. Те варират по дължина от малки натрошени влакънца до кичури, дълги до 2 метра. Наподобяват груба човешка коса или слама със златист, жълтокафяв цвят.
Във вътрешността на нишките, по тяхното протежение, се намират много удължени и малко заоблени газови везикули, често огънати поради наличието на микролити. Мехурчетата могат да бъдат малки и почти кръгли, разпръснати по дължината на влакното. Могат да бъдат големи и продълговати, удължени по основната ос. Друг път те са сляти в празен канал по цялата му дължина. По-грубите и удължени везикули са най-често разпределени във вътрешната и най-дебела част на нишките. Външната повърхност на косъмчетата е предимно гладка, но може да бъде грапава, с нарези по дължина, а също и с големи кухини. Най-дебелите нишки и най-закръглените мехурчета са характерни за епизоди на бързо изхвърляне на лава с нисък вискозитет. Обемът на газовите мехурчета във влакната на тези лави е сравнително по-голям, тоест тези нишки са по-порести.
Чрез внимателно изучаване на вътрешната структура и морфологията на нишките е възможно да се определят много параметри за процеса на формиране на косата на Пеле – температура на магмата по време на изхвърлянето, скорост на изхвърляне, вискозитет на лавата, начален размер на капчиците, посока на движение на лавата.
Не се препоръчва косите на Пеле да се докосват, защото са много чупливи, много остри и малките парченца могат да проникнат в кожата и да се начупят в нея. На местата, където се образуват косите на Пеле, вятърът пренася дребните, остри частици, които могат да причинят тежки наранявания на очите или дихателни проблеми при вдишване.

## Образуване
За основен фактор, контролиращ образуването на косата на Пеле, се приема скоростта на разпръскване на лавата при изхвърляне в атмосферата. По-високите скорости благоприятстват формирането на по-дълги и тънки влакна. Видът на нишките зависи още от размера и съдържанието на везикули в оригиналната капчица магма, от своя страна влияещи на скоростта на застиване. Имат значение и вискозитетът на лавата и времето, през което нишките и капките се намират в гореща среда. Вискозитетът силно влияе върху способността на една капчица да се деформира под действието на газовото разширение в разпуканите мехурчета или на вятъра. Той е функция на няколко параметъра, включително състава на стопилката, температурата, съдържанието на везикулите и кристалите.
Обикновено косите на Пеле се свързват със слаби експлозивни изригвания на базалтова магма с нисък вискозитет. Те често се срещат при хавайския тип вулканични изригвания, но също може да се образуват и при други видове вулканична активност – пасивно отделяне на газове в лавови езера, крайбрежни експлозии при които лавата си взаимодейства с морска вода, стромболийски изригвания, подводна вулканична активност и други.
Понякога вулканът изригва фонтани от лава, които се издигат и разпръскват на голяма височина. Косите на Пеле се образуват при изхвърлянето на тази гореща лава, част от която, падайки надолу на тънки струи, се разпръсква и застива във вид на тънки нишки още във въздуха. Формират се от разтопената базалтова лава, разтегната, издърпана или издухана от вятъра, обикновено при фонтаните от лава или падаща под формата на каскада от стръмни крайбрежни скали. Образуват се и при мощни лавови потоци, като пахоехое и аа на Хавайските острови. В края на кичурите, съставени от влакната, понякога са прикрепени малки кълбовидни капчици от черна застинала лава, подобни на обсидиан, които по състав съответстват обикновено на сидеромелан или тахилит. Те са известни като сълзите на Пеле. Тъй като са по-тежки от нишките, те се откъсват от косата и падат близо до отдушника, който изхвърля лавата.
Косите на Пеле могат да се образуват и когато летящо кълбо разтопена лава се разделя на няколко части и между тях се разтягат тънки нишки и кичури от моментално застинала лава. Втвърдените влакна падат надолу и се наслагват по склона на вулкана. Там земята и растителността се покриват с тези тънки, блестящи, подобни на коса стъклени нишки. От силата на изригването и от ветровете те могат да се носят високо във въздуха и да бъдат пренесени на десетки километри от източника си.

## Разпространение
Съществуването на косите на Пеле не се ограничава само до Хаваите. Открити са още при вулканите Масая в Никарагуа, Етна и Стромболи в Италия, Ерта Але в Етиопия, Питон де неж и Питон де ла фурнез на остров Реюнион. В Исландия вулканичният материал, подобен на косата на Пеле, се нарича „косата на вещиците“.
По време на изригването на вулкана Килауеа през май-юни 2018 г., косите на Пеле са се образували в такова голямо количество, че са покрили всички околни вулкани, включително плажове, пътища и земеделски земи. Влакната са висяли по клоните на дърветата, антените и електрическите стълбове.

## Любопитно
- Федералният закон в Хавай забранява изнасянето на скали, минерали, вкаменелости, растения, животни и други материали от националния парк, а нарушителите подлежат на глоба или дори затвор. Освен това хавайците вярват, че хората, които взимат скали, черупки, пясък или други материали от Хавайските острови, ще бъдат прокълнати от богинята Пеле. Много туристи, които посещават Хавай, игнорират тази легенда и отнасят природни сувенири от парка. След време, когато ги сполетят някакви неприятности, те често решават, че се дължат на Пеле и връщат взетото. Рейнджърите разказват, че всеки ден получават пакети по пощата, съдържащи върнати скали и други материали, отнесени от парка.[1]

- Гражданската защита на окръг Хавай предупреждава шофьорите да не използват чистачки за предното стъкло на автомобилите за почистване от косата на Пеле, тъй като тя е силно абразивна.[5]